# رضا دهقاني
رضا دهقاني (من مواليد 7 يناير 1998) هو لاعب كرة قدم إيراني يلعب كلاعب وسط في نادي نفط مسجد سليمان في دوري المحترفين الإيراني.

## روابط خارجية
- رضا دهقاني على موقع قاعدة بيانات كرة القدم.إي يو (الإنجليزية)
- رضا دهقاني على موقع Soccerway.com (الإنجليزية)